# Dekanat Gliwice-Ostropa
Dekanat Gliwice-Ostropa − istniejący do 25 marca 2019 roku dekanat diecezji gliwickiej, w którego skład wchodziło 9 parafii.
Dekanat zlikwidowany został postanowieniem I Synodu Diecezji Gliwickiej, które weszło w życie 25 marca 2019 roku.

## Parafie dekanatu Gliwice-Ostropa
Dekanat obejmował następujące parafie:
- Bargłówka: Parafia Trójcy Świętej
- Gliwice-Bojków: Parafia Narodzenia NMP
- Gliwice-Ostropa: Parafia Ducha Świętego
- Gliwice-Wójtowa Wieś: Parafia św. Antoniego
- Pilchowice: Parafia Ścięcia św. Jana Chrzciciela
- Stanica: Parafia św. Marcina
- Smolnica: Parafia św. Bartłomieja
- Żernica: Parafia św. Michała Archanioła